# Andi Naude
Andi Naude (Regina, 10 gennaio 1996) è una sciatrice freestyle canadese, specialista nelle gobbe.

## Biografia
In Coppa del Mondo ha esordito il 18 marzo 2012 a Megave (16ª) .
Nel 2018 ha preso parte ai XXIII Giochi olimpici invernali a Pyeongchang classificandosi sesta nella gara di gobbe in seguito ad una caduta in finale.

## Palmarès

### Coppa del Mondo
- Miglior piazzamento in classifica generale: 4ª nel 2017.
- 10 podi:
  - 4 secondi posti
  - 6 terzi posti